# Rookie (bài hát của Red Velvet)
"Rookie" là một bài hát của nhóm nhạc Hàn Quốc Red Velvet và là đĩa đơn chính trong mini album thứ tư cùng tên của nhóm, được phát hành vào ngày 1 tháng 2 năm 2017. Bài hát được sản xuất bởi đội ngũ đến từ Hoa Kỳ The Colleagues và Jamil 'Digi' Chammas cùng Leven Kali, Sara Forsberg, Karl Powell, Harrison Johnson, Russell Steedle, MZMC, Otha 'Vakseen' Davis III, Tay Jasper với lời tiếng Hàn được viết bởi Jo Yoon-kyung.
Sau khi "Rookie" được ra mắt, Red Velvet đã biểu diễn bài hát trên nhiều chương trình âm nhạc ở Hàn Quốc như Music Bank, Inkigayo, The Show, Show Champion, M! Countdown và Show! Music Core. Để phục vụ cho việc quảng bá ca khúc ra quốc tế, nhóm còn biểu diễn chính tại buổi hòa nhạc K-Pop Night Out vào tháng 3 năm 2017 tại Austin, Texas cũng như KCON Mexico ngay sau đó. Nhóm cũng tổ chức buổi họp mặt người hâm mộ ở Malaysia để quảng bá mini album "Rookie".
Tuy phản hồi ban đầu của khán giả về "Rookie" khá tiêu cực, song ca khúc lại đứng đầu nhiều bảng xếp hạng âm nhạc ở Hàn Quốc và sau đó lại được đón nhận nồng nhiệt ở quê nhà. Nhật báo The Korea Herald nhận xét đây là một bài hát "kỳ lạ lúc đầu nhưng gây nghiện về sau". Ca khúc là một thành công lớn của nhóm ở cả thị trường trong nước lẫn thế giới, đạt vị trí thứ 3 trên bảng xếp hạng Gaon Digital Chart và thứ 4 trên bảng xếp hạng Billboard World Digital Songs. "Rookie" được chứng nhận bạch kim tại Hàn Quốc với hơn 1,1 triệu lượt tải về và được đề cử ca khúc của năm tại giải thưởng MelOn Music Awards 2017.

## Bối cảnh và sản xuất
"Rookie" được sản xuất bởi đội ngũ đến từ Hoa Kỳ gồm The Colleagues và Jamil 'Digi' Chammas cùng Leven Kali, Sara Forsberg, Karl Powell, Harrison Johnson, Russell Steedle, MZMC, Otha 'Vakseen' Davis III, Tay Jasper với lời tiếng Hàn được viết bởi Jo Yoon-kyung. Bài hát được phát hành vào ngày 1 tháng 2 năm 2017 cùng với mini album và video âm nhạc của ca khúc.
Xét về thể loại, "Rookie" là một ca khúc pop-funk. Tamar Herman của báo Billboard cho rằng bài hát "có nhạc tính độc đáo khi kết hợp kĩ thuật hát-nói (Sprechgesang) cùng nhịp điệu điện tử trước khi đi vào điệp khúc dồn dập" cũng như giai điệu "được lập đầy bằng tiếng kèn brass". Trong khi đó, Jacques Peterson từ Idolator lại miêu tả "Rookie" "như một ca khúc bubblegum pop dựa trên nền nhạc funk và R&B kiểu cũ". Từ "rookie" được lặp đi lặp lại xuyên suốt bài hát.

## Quảng bá

Cảnh mở đầu trong video âm nhạc của "Rookie"

Video âm nhạc của "Rookie", do Shi Hee-won làm đạo diễn, được phát hành cùng ngày với bài hát, trong đó có cả những cảnh quay vũ đạo của nhóm được dàn dựng bởi Ryu So-hee cùng biên đạo người Nhật Bản Rino Nakasone. Các thành viên của Red Velvet cho rằng đây là vũ đạo khó nhất từ trước đến giờ của nhóm. Đoạn video dài 3 phút 51 giây theo chân các thành viên của Red Velvet trong những trang phục sặc sỡ cùng một nhân vật phủ đầy hoa tại xứ sở thần tiên cùng những phép màu kì lạ. Billboard so sánh các thành viên trong video như chân vật chính trong Alice ở xứ sở thần tiên. Trong khi đó, Bradley Stern của PopCrush gọi đây là "một màn tiệc buffet về thị giác, có nhân vật từ hoa, UFO và những phân đoạn phá vỡ bức tường thứ tư" và so sánh đây như là phiên bản K-pop của Sư tử, Phù thủy và cái Tủ áo.
Sau khi "Rookie" được ra mắt, Red Velvet đã biểu diễn bài hát trên nhiều chương trình âm nhạc ở Hàn Quốc, bao gồm Music Bank, Inkigayo, The Show, Show Champion, M! Countdown và Show! Music Core trong tháng 2 năm 2017. Để phục vụ cho việc quảng bá ca khúc ra quốc tế, nhóm còn biểu diễn chính tại buổi hòa nhạc K-Pop Night Out vào tháng 3 năm 2017 tại Austin, Texas với hơn 2.500 khán giả cũng như ở lễ hội âm nhạc KCON Mexico một ngày sau đó. Sau đó, nhóm cũng tổ chức các buổi gặp mặt người hâm mộ tại Đài Loan và Malaysia để quảng bá cho mini album "Rookie".

## Đón nhận
"Rookie" ban đầu đón nhận nhiều ý kiến tiêu cực vì quá phá cách và kỳ lạ nhưng về sau lại trở nên nổi tiếng trong nước và đứng đầu nhiều bảng xếp hạng âm nhạc Hàn Quốc cũng như được coi là giai điệu gây "ám ảnh" nhất năm.
Jeff Benjamin từ Billboard gọi bài hát là "bản nhạc dance kỳ quặc với giai điệu khó quên" trong khi Jacques Peterson của Idolator gọi "Rookie" là "phép thử phá vỡ những giới hạn và mở rộng sự đa dạng cho K-pop". Nhật báo The Korea Herald nhận xét đây là một bài hát "kỳ lạ vào lần đầu nhưng gây nghiện về sau". Song Chester Chin từ báo The Star lại nhận xét rằng tuy "Rookie" có "giai điệu cực kỳ bắt tai và truyền nhiều năng lượng", ông cho rằng đây là ca khúc yếu nhất trong mini album "Rookie".
"Rookie" được Idolator chọn là bài hát hay nhất quý 1 của năm 2017 và được đề cử Bài hát của năm tại Melon Music Awards.

## Bảng xếp hạng
| Bảng xếp hạng (2017)            | Vị trí cao nhất |
| ------------------------------- | --------------- |
| Gaon Digital Chart              | 3               |
| World Digital Songs (Billboard) | 4               |

| Bảng xếp hạng (2017) | Vị trí cao nhất |
| -------------------- | --------------- |
| Gaon Digital Chart   | 3               |

## Lịch sử phát hành
| Khu vực  | Ngày               | Định dạng          | Nhãn hiệu                  |
| -------- | ------------------ | ------------------ | -------------------------- |
| Hàn Quốc | 1 tháng 2 năm 2017 | Tải về kỹ thuật số | SM Entertainment, KT Music |
| Toàn cầu | 1 tháng 2 năm 2017 | Tải về kỹ thuật số | SM Entertainment           |